# EXO's Showtime
EXO's Showtime là chương trình truyền hình thực tế Hàn Quốc của nhóm nhạc nam Hàn Quốc EXO.

## Nội dung
EXO's Showtime là chương trình thực tế dành cho người hâm mộ có thể thấy được cuộc sống đời thường của EXO.Cách mà họ hành động sau sân khấu.

## Tập
| Tập | Chủ đề                                                                                  | Tóm tắt nội dung |
| --- | --------------------------------------------------------------------------------------- | --- |
| 1   | Tập đầu tiên                                                                            | Thảo luận về ngoại hình của họ, nháy mắt với người hâm mộ, cuộc thi ăn gà và tạo khẩu hiệu cho chính họ. |
| 2   | Các thành viên EXO thường làm gì sau khi lịch trình kết thúc?                           | Kris, Tao, Baekhyun, Chanyeol và Sehun ra ngoài để mua sắm và thử các món ăn truyền thống Hàn Quốc. Xiumin, Lay, Chen và Luhan ra ngoài để đạp xe đạp và ăn món ăn đường phố. Trong khi đó, D.O. đi xem phim một mình. Kai và Suho đi bộ với cún cưng của Kai. |
| 3   | EXO tổ chức sinh nhật bất ngờ cho Chanyeol như thế nào?                                 | Các thành viên lừa Chanyeol đi ra ngoài mua sắm với mục đích "trao đổi quà cuối năm" cho các thành viên. Chanyeol đã mua "quà cuối năm" cho Kai, mặc dù Kai đã nói không phải là sinh nhật của anh nhưng Kai vẫn rất cảm động. Họ tổ chức buổi tiệc bất ngờ tại cửa hàng của họ, "BWCW" hoặc "Boy Who Cried Wolf". |
| 4   | Giáng sinh của EXO                                                                      | Trao đổi quà cho nhau, chơi vật tay và xem phim. |
| 5   | Kỳ nghỉ của EXO                                                                         | Họ đi biển, chơi trò chơi và người thua cuộc phải đi xuống nước. Luhan thua nhưng Kai và Suho tham gia cùng với anh. (Kai thua trò oẳn tù tì còn Suho bị bắt đi do "trách nhiệm của nhóm trưởng".) |
| 6   | Kỳ nghỉ của EXO (Phần II)                                                               | Luhan, Chanyeol và Suho ra ngoài mua đồ ăn, một vài thành viên ở nhà nấu cơm và Baekhyun (cùng với D.O.) làm một chương trình talkshow và phỏng vấn một vài thành viên. |
| 7   | Các thành viên Trung Quốc muốn đi đâu và muốn ăn gì ở Hàn Quốc?                         | D.O. và Baekhyun là hướng dẫn viên cho các thành viên Trung Quốc. Họ đi tháp Namsan, làng người Hàn và ăn lẩu tại nhà hàng Trung Hoa. |
| 8   | Hoàn thành những điều EXO muốn làm trong năm 2014.                                      | Sehun và Kai học cách tịnh tâm, Chen và Xiumin học pha chế cà phê, Suho, Tao, Chanyeol và Kris học võ thuật. |
| 9   | EXO tại phòng tập. Các thành viên EXO luôn ồn ào, vậy họ có thể yên lặng trong bao lâu? | Chen thắng trong cuộc thi nốt thấp, Luhan thắng nốt cao, Baekhyun thắng trong cuộc thi rap. EXO luôn ồn ào náo nhiệt, nhưng họ cũng có thể giữ im lặng rất tốt. |
| 10  | Chơi bowling Ai là người dũng cảm nhất EXO? (Vào ngôi nhà ma)                           | Chanyeol, Baekhyun, Kai, D.O., Sehun, Xiumin thắng bowling. Chen là người dũng cảm nhất EXO. Hơn nữa, anh còn có một trái tim ấm áp. |
| 11  | EXO Thần giao cách cảm Sinh nhật D.O.                                                   | EXO đã thần giao cách cảm thành công với bài hát chủ đề của EXO - Growl. |
| 12  | Các thành viên EXO muốn quay lại thời điểm nào trong EXO Showtime?                      | Xiumin: Thực hiện talkshow với D.O. và Baekhyun. Luhan: Cứu vãn hình tượng nam tính của mình bằng cách diễn lại một phân cảnh trong The Heirs cùng Tao. Kris: Làm lại cái nháy mắt với fan theo hình tượng cool ngầu. Suho: Muốn Kris xuống biển giống anh vì "trách nhiệm của nhóm trưởng". Lay: Muốn sáng tác một bài hát vui vẻ cho EXO's Showtime Baekhyun: Muốn quay lại thời điểm vào ngôi nhà ma và tỏ vẻ trấn tĩnh. Chen: Thi đấu lại nốt cao với Luhan. Chanyeol: Không có D.O.: Làm lại thần giao cách cảm Tao: Làm kẹo bbobki cho các thành viên Kai: Thi đấu vật bằng chân Sehun: Làm một video tự quay với các thành viên. |